# Michael Brooks
Pour les articles homonymes, voir Brooks et Mike.
Michael Brooks, surnommé Mike, est un ancien joueur américain de basket-ball, naturalisé français, né le 17 août 1958 à Philadelphie en Pennsylvanie et mort le 22 août 2016 en Suisse.

## Biographie

### NCAA et NBA (1976-1988)
Jouant au poste d'ailier fort malgré une taille moyenne (2,01 m), Michael Brooks se fait remarquer dès son passage à l'université de La Salle (NCAA) par ses impressionnantes qualités physiques et techniques, devenant le 2e meilleur marqueur (2628 points) et le 3e meilleur rebondeur (1372 rebonds) de l'histoire de la Salle. 
Il dispute les Jeux panaméricains en 1979.
Élu MVP de la NCAA en 1980 lors de sa dernière année universitaire, il est logiquement drafté en NBA dans la foulée, au 1er tour (9e choix) par les Clippers de San Diego.
Bien que nommé capitaine de la sélection américaine de basket-ball en vue des Jeux olympiques de Moscou en 1980, Michael Brooks ne disputa aucune rencontre sous le maillot des États-Unis, en raison du boycott des Jeux décidé par le président Jimmy Carter.
Titulaire indiscutable dès sa première saison en NBA (1980-1981) au sein des Clippers, il aligne des statistiques remarquables pour un rookie (14,7 points et 5,4 rebonds par match).
Mais, alors qu'il est devenu une valeur sûre de la NBA, il se blesse gravement au genou au cours de la saison 1983-84. Suivent plusieurs opérations et une longue rééducation, qui le tient éloigné des parquets pendant près de deux ans.
De retour de blessure, il est signé par la franchise NBA des Pacers de l'Indiana au début de la saison 1986-87 mais ne retrouve pas son niveau de jeu antérieur, cantonné à un rôle de remplaçant. Michael Brooks finit alors la saison en CBA, à Rapid City puis Charleston.
Situation similaire l'année suivante. Après un début de saison décevant au sein des Nuggets de Denver en NBA, il redescend en CBA, à Albany, retrouvant des statistiques impressionnantes (14,9 points et 11,9 rebonds par match), récompensées par le titre de MVP de la CBA (1988).
Au total, Michael Brooks aura joué 319 matches de NBA, avec une moyenne de 12,8 points et 6,3 rebonds.

### CSP Limoges (1988-1992)
Recruté par le CSP Limoges au début de la saison 1988-89, il va très rapidement prouver ses qualités de shooteur de près et de rebondeur physique et présent, formant une doublette américaine légendaire avec l'ailier Don Collins, encore considérée aujourd'hui comme l'une des meilleures ayant jamais joué au club.
Au cours de son passage à Limoges, Michael Brooks remporte ses premiers titres collectifs (champion de France de Pro A en 1989 et 1990) et continue à briller sur le plan individuel (MVP du championnat de France en 1991 et 1992).
Au terme de ces quatre saisons au CSP Limoges, il aligne une impressionnante moyenne de 18,9 points et 9,6 rebonds par match.

### Suite et fin de carrière (1992-1996)
Libéré par Limoges en raison notamment de son âge, Michael Brooks signe avec Levallois Sporting Club Basket en 1992. Démontrant toujours ses qualités au tir intérieur et au rebond, il continue à briller les années suivantes et affiche encore une moyenne de 14,3 points et 9,6 rebonds par match à l'issue de la saison 1994-1995.
Il rejoint alors l'équipe de Strasbourg Illkirch-Graffenstaden Basket pour une dernière saison professionnelle, gâchée par des blessures, avant d'arrêter sa carrière en 1996.
Michael Brooks, qui a obtenu la nationalité française après son mariage, a ensuite évolué en France au sein de divers clubs amateurs (Marseille, Chatellerault), démontrant une passion intacte pour le basket-ball.
Atteint d’anémie aplasique, il meurt à l'âge de 58 ans des suites d’un arrêt cardiaque peu après avoir subi une greffe de moëlle osseuse dans un hôpital en Suisse, pays où il résidait depuis la fin de sa carrière et où il est inhumé.
Sur le site du CSP Limoges, son ancien coéquipier Stéphane Ostrowski lui rend hommage. « A titre individuel, il a été deux fois élu MVP du championnat en 1991 et 1992 », rappelle l’ex international français. Américain naturalisé français, Michael Brooks était « un formidable joueur », « une force de la nature » et « a constitué avec Don Collins la meilleure paire d’Américains du championnat de France », assure Stéphane Ostrowski. « Il a marqué l’esprit des supporters à Limoges et il est, à mes yeux, un des meilleurs joueurs de l’histoire du club », conclut-il ,.

## Clubs
- 1976-1980 :  Université La Salle (NCAA)
- 1980-1984 :  Clippers de San Diego (NBA)
- 1984-1986 : blessé, n'a pas joué
- 1986-1987 :  Pacers de l'Indiana (NBA), puis Rapid City et Charleston (CBA)
- 1987-1988 :  Nuggets de Denver (NBA), puis Albany (CBA)
- 1988-1992 :  CSP Limoges (Pro A)
- 1992-1995 :  Levallois Sporting Club Basket (Pro A)
- 1995-1996 :  Strasbourg Illkirch-Graffenstaden Basket (Pro A)
- 1998-2000 :          EFOB- Etoile Filante Olympique Bastiaise

## Palmarès
Collectif
- 1988-1989 : Vainqueur du Championnat de France avec le CSP Limoges
- 1989-1990 : Vainqueur du Championnat de France avec le CSP Limoges
- 1989-1990: Vainqueur du Tournoi des As avec le CSP Limoges
- 1990-1991 : Vice-champion de France avec le CSP Limoges
- 1991-1992 : Vice-champion de France avec le CSP Limoges

Individuel
- 1978: Sélectionné dans le 5 majeur de la NCAA avec LaSalle University
- 1980: MVP de la NCAA avec LaSalle University
- 1988: MVP de la CBA avec Albany
- 1991: MVP du Championnat de France de Pro A avec le CSP Limoges
- 1992: MVP du Championnat de France de Pro A avec le CSP Limoges